# Hot Eyes
Hot Eyes ist der internationale Name des dänischen Gesangsduos Kirsten & Søren. Die Gruppe besteht aus Kirsten Siggaard (* 7. September 1954 in Slagelse) und Søren Bundgaard (* 4. März 1956 in Glostrup).

## Werdegang
Schon 1983 nahmen die beiden Künstler am dänischen Vorentscheid zum Eurovision Song Contest, dem Dansk Melodi Grand Prix teil. Bundgaard noch als Musiker der Band Sir Henry, welche Siggard als Solosängerin begleitete. Hinterher beschlossen sie ein Duo zu gründen. Im Jahr 1984 gewannen sie den Vorentscheid mit dem Titel Det' lige det und durften somit beim Eurovision Song Contest 1984 in Luxemburg teilnehmen. Sie erreichten dort den vierten Platz bei 19 Teilnehmern. Im nächsten Jahr gewannen sie den Vorentscheid wiederholt und konnten beim Eurovision Song Contest 1985 in Göteborg mit ihrem Popsong Sku’ du spørg’ fra no’en? antreten, belegten aber nur den elften Platz von 19.
1986 und 1987 waren sie zwar in der Vorauswahl, konnten aber keinen Sieg davontragen. Im Jahr 1988 konnten sie die Vorauswahl ein drittes Mal für sich entscheiden und wurden so zum Eurovision Song Contest 1988 nach Dublin eingeladen. Hier erreichten sie Platz 3 von 21, das beste Ergebnis Dänemarks seit 25 Jahren mit dem Titel Ka’ du se, hva’ jeg sa’?.